# Friedrich Heinrich Rinne
Friedrich Heinrich (Fritz) Rinne (* 1852 in Eilsen; † 2. März 1924 in Berlin) war ein deutscher Chirurg.

## Leben
Rinne studierte an der Eberhard Karls Universität Tübingen, der Universität Leipzig und der  Friedrichs-Universität Halle. Er war Mitglied der Corps Franconia Tübingen (1872) und Saxonia Leipzig (1873). 1874 wurde er in Halle zum Dr. med. promoviert. Er begann die Ausbildung bei dem Gynäkologen Friedrich Wilhelm Scanzoni von Lichtenfels in Würzburg und wechselte 1876 zu den Chirurgen Max Schede und Eugen Hahn im Berliner Krankenhaus am Friedrichshain. Seit 1883 Extraordinarius im Universitätsklinikum Greifswald, zog er 1889 wieder nach Berlin. Er wurde chirurgischer Chefarzt der Evangelischen Elisabeth-Klinik. Dort wurde er zum Geheimen Medizinalrat ernannt.

## Publikationen
- Zur Behandlung der Stricturen und chronischen Entzündungen der Harnröhre mit Metallbougies. Correspondenzblatt des Ärzte-Vereines des Reg.-Bez. Stralsund 1884
- Zur Exstirpation hochsitzender Mastdarmkrebse. In: Centralblatt für Chirurgie, 1886
- Über die Behandlung der angeborenen Hüftgelenksluxationen (Ib. 1887)
- Gelenkentzündung. In: Albert Eulenburg (Hg.): Real-Encyklopädie der gesamten Heilkunde, Bd. 5, S. 677–716

## Quelle
- Pagel: Biographisches Lexikon hervorragender Ärzte des neunzehnten Jahrhunderts. Berlin, Wien 1901, Sp. 1392, Onlineversion (zeno.org)